# Lanius excubitor

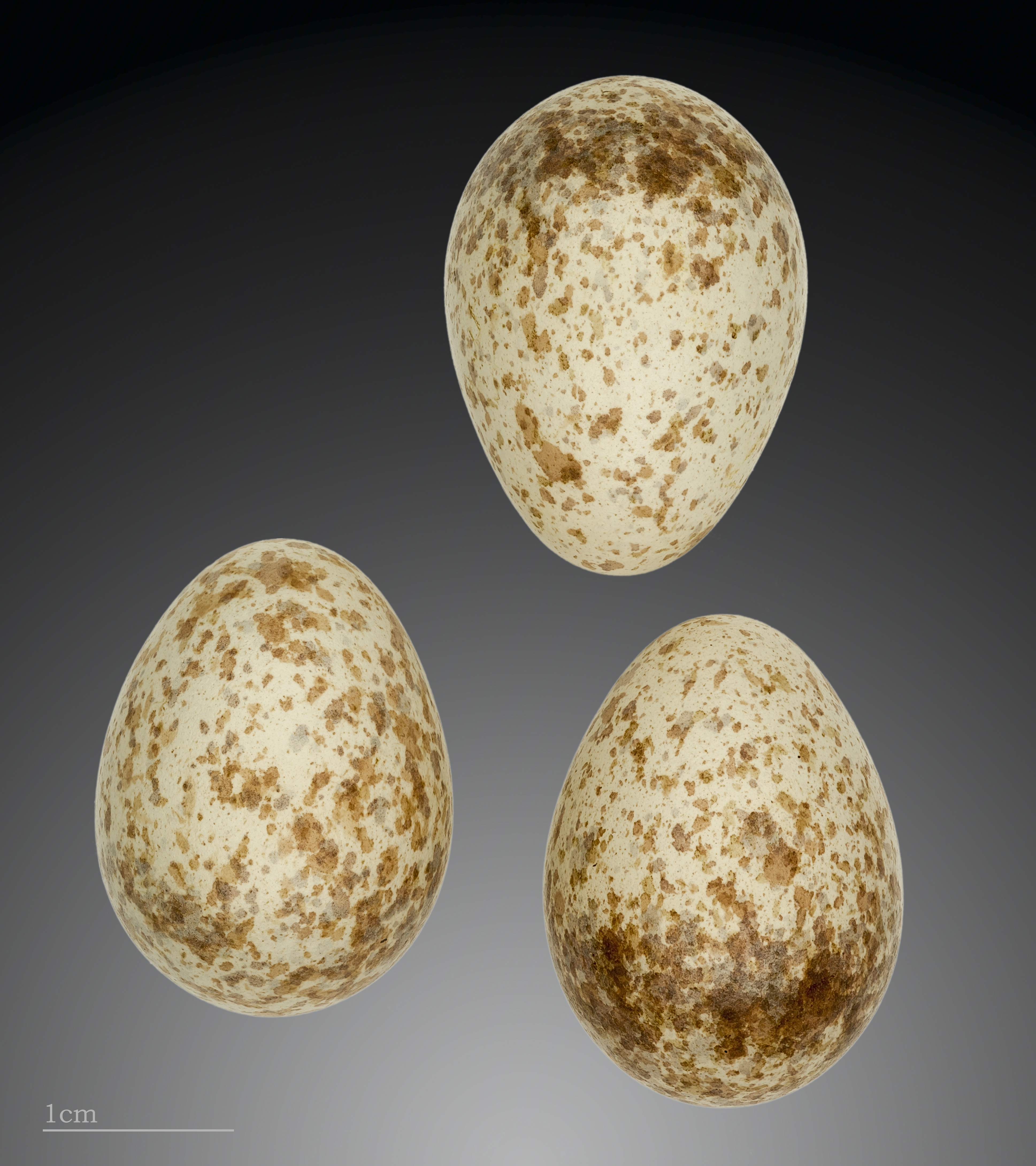
Huevos de Lanius excubitor

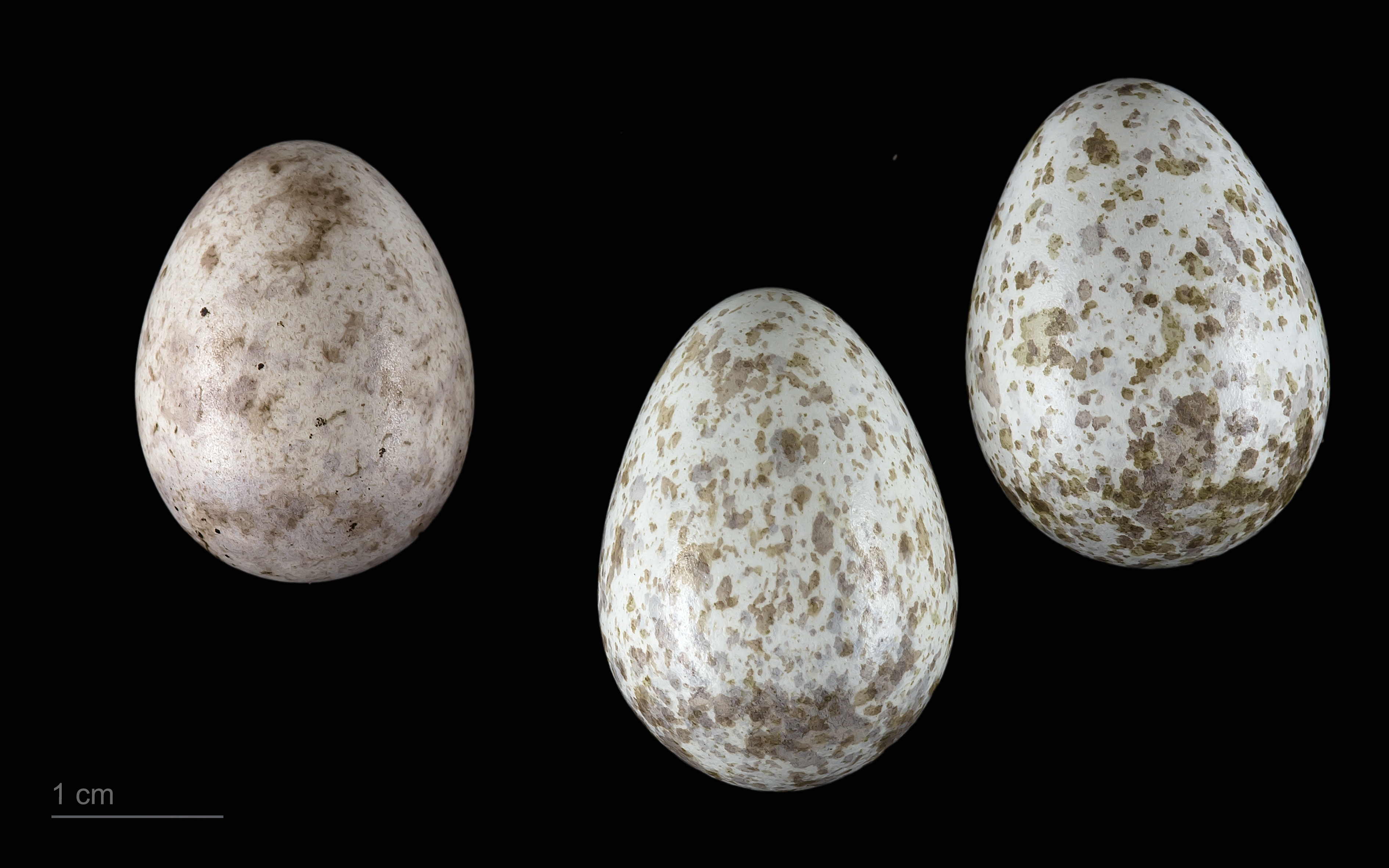
Cuculus canorus canorus en un nido de Lanius excubitor - MHNT

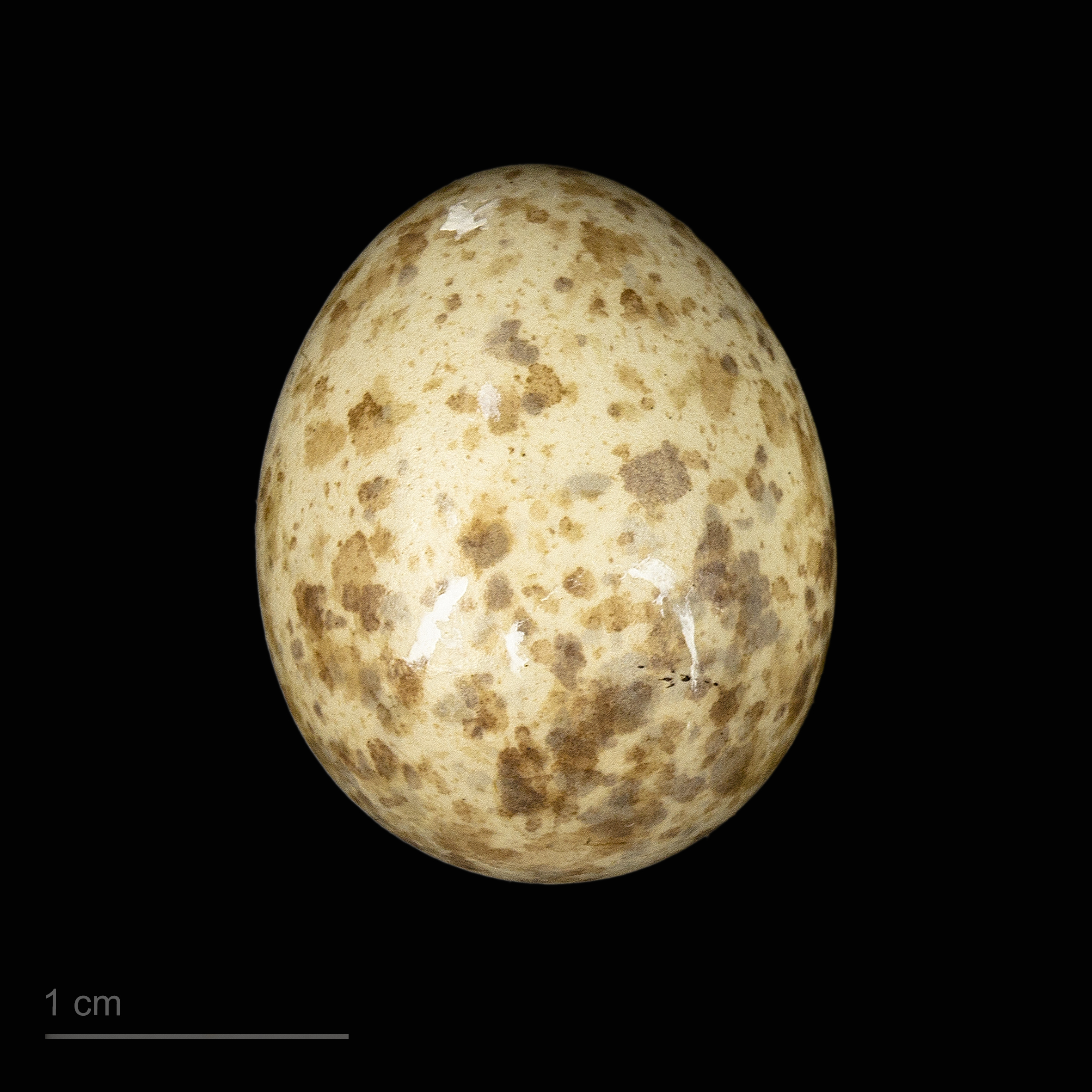
Lanius excubitor elegans - MHNT

El alcaudón norteño, o picapuercos (Lanius excubitor), es una especie de ave de la familia Laniidae. Se encuentra principalmente en el norte de Europa, norte de África, Asia y América del Norte.
Se trata de un ave migratoria que pasa los inviernos al sur de los continentes en donde habita. La invernada normalmente llega en octubre y noviembre. Por lo general, luego permanecen solitarios, y cuando llegan varios al mismo tiempo se despliegan con rapidez, estableciendo su territorio de caza y reduciendo la competencia con otras aves.
El alcaudón real (Lanius meridionalis), que se encuentra en la península ibérica y Francia, mientras que el norteño continúa hacia el norte del globo, pasando por Asia Central. Suele vivir en hábitats diferentes, (normalmente arbolados, de pastizales en el alcaudón real, más áridas zonas de arbustales en el sureño), y donde las especies se superponen, no hibridan (Sangster et al., 2002).

## Características
El  alcaudón real mide entre 22 y 26 cm de largo. Generalmente su parte superior es de color gris perla, con una banda de color blanco sobre sus ojos y mejillas, y un surco negro desde la frente hasta la cobertura del oído, pasando por el ojo. Las escápulas son de color blanco, y las alas blanco y negro, con una o dos barras blancas. El pico es casi negro, pálido en la base de la mandíbula; las patas son negruzcas. Las aves más jóvenes son de color marrón grisáceo, con más o menos barras distintas en su parte superior.
El ave tiene una pose característica cuando se posa en las ramas altas de los árboles, o en los postes de telégrafos. Tiene una percepción visual que no se pierde de nada que se mueva, percibiendo movimientos de abejas o ligeras disminuciones de la hierba causadas por insectos.
A pesar de que utiliza sus patas para sostener escarabajos o moscas, el alcaudón real también utiliza otros métodos para cazar y comer presas de mayor tamaño como lagartos, ratones, musarañas, e incluso otras aves, que son atraídas por el alcaudón mediante la imitación de sus llamadas. Éstas, al ser capturadas, son empaladas por el alcaudón en elementos puntiagudos, como grandes espinas naturales o alambres de púas. Al estar bien aseguradas, las presas son desgarradas por el ave con el pico, pues sus patas no son adecuadas para desgarrar. Normalmente, la mitad de las presas capturadas por el ave consisten en pequeños mamíferos.
El vuelo de Lanius excubitor es pesado, pero recto y decidido. Cuando es perturbado produce una nota de alarma fuerte, similar a la de otras especies de aves. Su canción consiste en agradables trinos.

## Subespecies
- Lanius excubitor bianchii Hartert, 1907
- Lanius excubitor borealis Vieillot, 1808
- Lanius excubitor excubitor Linnaeus, 1758
- Lanius excubitor funereus Menzbier, 1894
- Lanius excubitor homeyeri Cabanis, 1873
- Lanius excubitor mollis Eversmann, 1853
- Lanius excubitor sibiricus Bogdanov, 1881
- L. e. algeriensis
- L. e. aucheri
- L. e. buryi
- L. e. elegans
- L. e. koenigi
- L. e. lathora
- L. e. leucopygos
- L. e. pallidirostris
- L. e. unicatus